# (29214) Apitzsch
(29214) Apitzsch est un astéroïde de la ceinture principale.

## Description
(29214) Apitzsch est un astéroïde de la ceinture principale. Il fut découvert le 2 octobre 1991 à Tautenburg par Lutz Dieter Schmadel et Freimut Börngen. Il présente une orbite caractérisée par un demi-grand axe de 2,88 UA, une excentricité de 0,15 et une inclinaison de 3,0° par rapport à l'écliptique.

## Compléments